# Pediobius foliorum
Pediobius foliorum is een vliesvleugelig insect uit de familie Eulophidae. De wetenschappelijke naam is voor het eerst geldig gepubliceerd in 1785 door Geoffroy.